# Целинное (Акмолинская область)
Цели́нное (каз. Целинное) — упразднённое село в Ерейментауском районе Акмолинской области Казахстана. Входило в состав Новодолинского сельского округа. 

## География
Село расположено в южной части района, на расстоянии примерно 53 километров (по прямой) к юго-западу от административного центра района — города Ерейментау, в 8 километрах к северу от административного центра сельского округа — аула Аксуат.
Абсолютная высота — 383 метров над уровнем моря.
Ближайшие населённые пункты: аул Аксуат — на юге.

## История
Исключено из учетных данных в 2007 году

## Население
По переписи 1989 года в селе проживало 523 человека, 75% которых составляли немцы. 
По данным переписи 1999 года в селе проживал 321 человек (157 мужчин и 164 женщины).
| Численность населения | Численность населения |
| 1989                  | 1999                  |
| --------------------- | --------------------- |
| 523                   | ↘321                  |